# 紅花黃細心
紅花黃細心（学名：Boerhavia coccinea）为紫茉莉科黃細心屬下的一个种。

## 扩展阅读
- 維基物種上的相關：紅花黃細心